# Jan Gryfita
Jan (Janik) Gryfita was vanaf 1146 de bisschop van Wrocław en vanaf 1149 aartsbisschop van Gniezno. Hij is een voorouder van het machtige Gryfici-Świebodów geslacht, clan Gryf. De bisschop en zijn broer Klemens stichtten in 1449 het Cisterciënzenklooster in Jędrzejów als eerste Cisterciënzenklooster in Polen. Het dorp Jędrzejów was toen in het bezit van Jan Gryfita. De aartsbisschop is waarschijnlijk in het jaar 1167 gestorven.

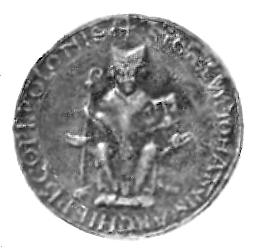
Zegel van Jan Gryfita